# 그리말디스 피자리아

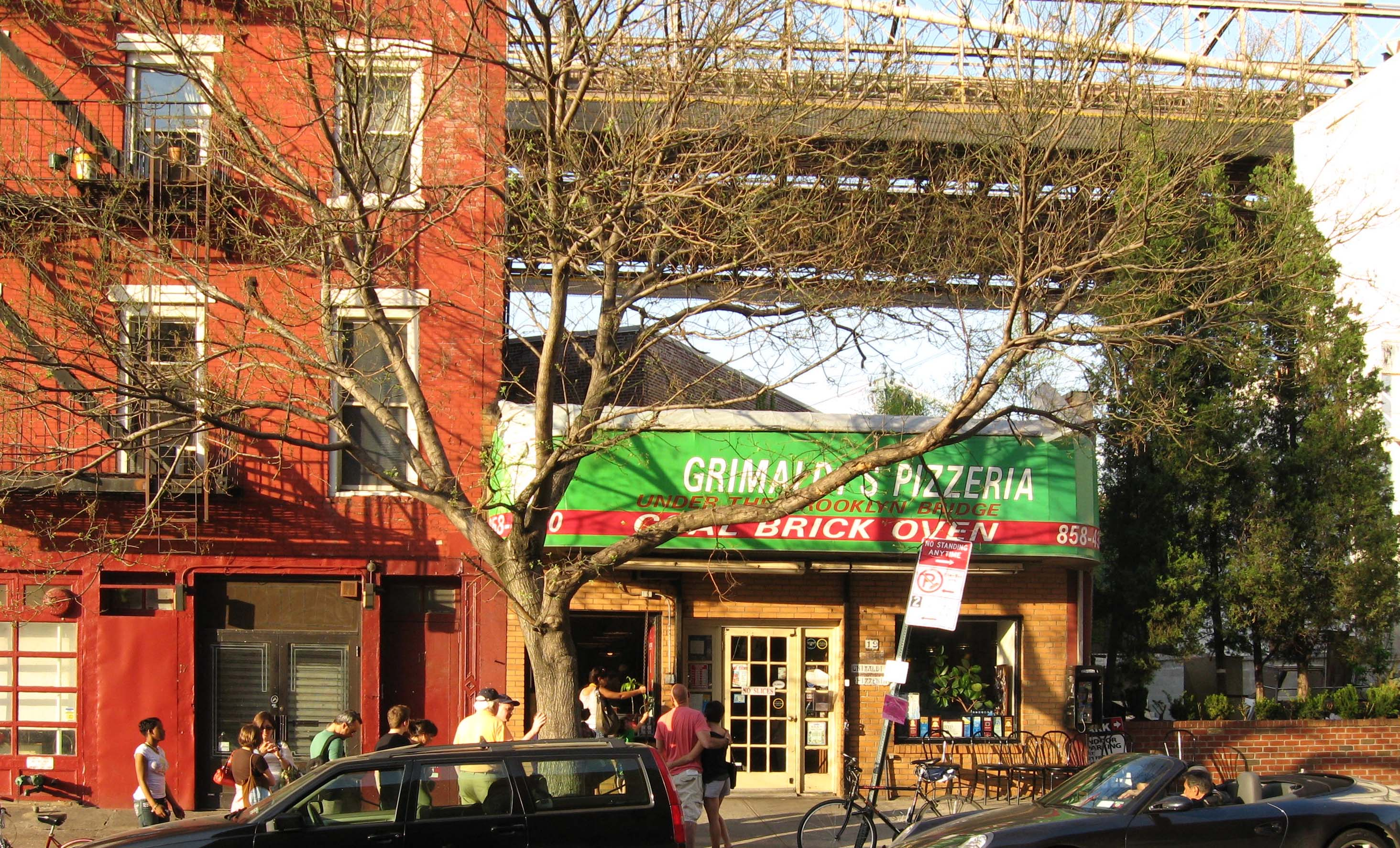
오리지널 그리말디스 피자리아 가게

그리말디스 피자리아(Grimaldi's Pizzeria)는 뉴욕 브루클린의 피자 가게이다. 브루클린 브리지 1 프론트 가에 위치하고 있다. 1990년에 문을 열었으며, 퀸스 등의 여러 곳에도 가게가 있지만, 브루클린의 가게가 오리지널 가게이다.